# Kungsfågelvireo
Kungsfågelvireo (Vireo huttoni) är en tätting i familjen vireor.

## Utseende och läte
Kungsfågelvireo är en liten sångfågel. Den är runt 12–13 centimeter lång och matt olivgrå på över- och undersidan. Den har en blek vit ögonring och bleka vita vingband. Morfologiskt liknar den rödkronad kungsfågel  (Regulus calendula) men har en tjockare näbb och är något större.
Dess sång består vanligtvis av chu-wee eller chew som repeteras ofta, men det förekommer även andra variationer. Locklätet är ett jamande tjattrande.

## Utbredning och systematik
Artens utbredningsområde sträcker sig från södra British Columbia i Kanada till centrala Guatemala i Centralamerika. Den är vanligtvis en stannfågel men vissa populationer genomför årliga förflyttningar i höjdled och det förekommer att vissa flyttar kortare sträckor.
DNA-studier indikerar att denna art kanske borde delas upp i åtminstone två arter, då de populationer som förekommer längs kusten till Stilla havet (huttoni-gruppen) uppvisar tillräckligt stor genetisk skillnad gentemot de som förekommer längre in i landet (stephensi-gruppen).

### Underarter
Efter Clements et al 2015  med följande utbredning:
- huttoni-gruppen
  - V. h. insularis – Vancouver Island i British Columbia
  - V. h. huttoni – sydvästra British Columbia, väster om Kaskadbergen och and Sierra Nevada, till norra Baja
  - V. h. obscurus – inre kustområdena i Kalifornien söderut till Lake County.
  - V. h. parkesi – Kaliforniens kust från Humboldt County till Marin County
  - V. h. sierrae – Sierra Nevada i Kalifornien
  - V. h. unitti – Santa Catalina Island utanför Kaliforniens södra kust
  - V. h. oberholseri – inre kustområdena i Kalifornien, mellan Monterey County och södra Kalifornien
  - V. h. cognatus – bergsområden i de södra delarna av Californiahalvön
- stephensi-gruppen
  - V. h. stephensi – bergsområden i sydöstra Arizona och New Mexico till Sinaloa i nordvästra Mexiko
  - V. h. carolinae - västra och centrala Texas (österut till Hill Country som koloniserades på 90-talet) och nordöstra Mexiko
  - V. h. pacificus – bergsområden från Nayarit till sydvästra Oaxaca vid västra Mexikos kust
  - V. h. mexicanus – ek- och tallskog på den mexikanska platån
  - V. h. vulcani – Chiapas i södra Mexiko och i andra bergsområden i västra Guatemala

Underarten insularis inkluderas ofta i obscurus.

## Levnadssätt

### Häckning och biotop
Fågeln föredrar blandade lövskogar och föredrar särskilt att placera sitt bo i städsegröna ekar. Den bygger ett hängande, skålformat bo upphängt i en trädklyka. Honan lägger tre till fyra ägg som mestadels är vita med spridda bruna prickar. Båda föräldrar ruvar äggen i cirka 14 dagar. När äggen är kläckta tar hanen ensam hand om ungarna som är flygga efter cirka två veckor.

### Föda
Den äter genom att plocka insekter från blad och grenar medan den flyger genom grenverket. Om vintern förekommer den ibland i stora födosökande flockar med andra fågelarter.

## Status och hot
Arten har ett stort utbredningsområde och det finns inga tecken på vare sig några substantiella hot eller att populationen minskar. Utifrån dessa kriterier kategoriserar IUCN arten som livskraftig (LC). Världspopulationen uppskattas till 2,2 miljoner vuxna individer.

## Namn
Fågelns vetenskapliga artnamn hedrar William Rich Hutton (1826-1901), amerikansk lantmätare, civilingenjör, konstnär och samlare av specimen i Kalifornien. Fram tills nyligen kallades den huttonvireo även på svenska, men justerades 2023 till ett enklare och mer informativt namn av BirdLife Sveriges taxonomikommitté.